# Gladiolus vandermerwei
Gladiolus vandermerwei är en irisväxtart som först beskrevs av Harriet Margaret Louisa Bolus, och fick sitt nu gällande namn av Peter Goldblatt och M.P.de Vos. Gladiolus vandermerwei ingår i släktet sabelliljor, och familjen irisväxter. Inga underarter finns listade i Catalogue of Life.